# Фужерол (Горња Саона)
Фужерол (фр. Fougerolles) насеље је и општина у источној Француској у региону Франш-Конте, у департману Горња Саона која припада префектури Лир.
По подацима из 2011. године у општини је живело 3759 становника, а густина насељености је износила 73,53 становника/km². Општина се простире на површини од 51,12 km². Налази се на средњој надморској висини од 301 метар (максималној 569 m, а минималној 276 m).

## Демографија
| 1962. | 1968. | 1975. | 1982. | 1990. | 1999. | 2011. |
| ----- | ----- | ----- | ----- | ----- | ----- | ----- |
| 4.185 | 4.247 | 4.043 | 4.155 | 4.167 | 3.967 | 3.759 |

График промене броја становника у току последњих година